# Omega (letter)
De omega (hoofdletter Ω, kleine letter ω, Grieks: ω μεγα, lett. grote o) is de 24e en laatste letter van het Griekse alfabet.
ω' is het Griekse cijfer voor 800 en ,ω dat voor 800 000.
De omega werd in het Oudgrieks uitgesproken als een /ɔ:/, zoals in door. Het was daarmee de langgerekte tegenhanger van de omikron (de 'kleine o'). In het Nieuwgrieks is er geen verschil in uitspraak meer tussen beide letters.
Als laatste letter van het alfabet werd de omega een metafoor voor het einde, vooral in het christendom dankzij de bijbelse uitdrukking Alfa en Omega, een omschrijving van God als ‘de Eerste en de Laatste’.

## Exacte wetenschappen
In de exacte wetenschappen wordt de omega op verschillende manieren toegepast:
- In de natuurkunde stelt ω de hoeksnelheid voor (snelheid van draaien). De hoofdletter Ω stelt de eenheid ohm voor.
- In de statistiek stelt ω het percentage verklaarde variantie in de populatie voor.
- In de wiskunde stelt ω de eerste transfiniete ordinaal voor. De hoofdletter Ω wordt onder meer gebruikt voor het aantal priemfactoren van een natuurlijk getal.